# Древесный маскаренский удав
Древесный маскаренский удав, или маскаренский удав Шлегеля (лат. Casarea dussumieri) — неядовитая змея из семейства маскаренских удавов. Видовое латинское название дано в честь французского путешественника Жана-Жака Дюссюмье (1792—1883).

## Распространение
Распространён исключительно на маленьком островке Иль-Ронд (известном также как остров Круглый), расположенном недалеко к северо-востоку от острова Маврикий в Индийском океане. Ранее обитал в тропическом лесу и пальмовой саванне, но в результате интродукции на остров коз и кроликов большая часть этих биотопов была уничтожена. В итоге в настоящее время удав населяет выродившуюся пальмовую саванну и кустарник.
В прошлом обитал и на Маврикии, а также на соседних островках, но к 1800 году там вымер из-за хищничества крыс, попавших на острова с мореплавателями.

## Описание
Длина тела 1—1,5 м. Окраска сверху тёмно-бурая, снизу светлее, с очень тёмными пятнами. Тело покрыто небольшими чешуйками, каждая с выраженным килем.
Ведёт ночной образ жизни, питается мелкими эндемичными ящерицами, а также птенцами морских птиц.

## Охрана
Одна из редчайших змей в мире. В Красном списке МСОП (1996 год) отнесена к категории EN (таксон под угрозой исчезновения). Занесена в Приложение I CITES. В последние годы, благодаря очистке острова Круглый от кроликов и коз, а также высадке эндемичной растительности, численность этого вида увеличивается и он был переведён IUCN в категорию уязвимых видов. В 2012—2014 годах 70 особей были интродуцированы на соседний остров Gunner’s Quoin, предварительно очищенный от крыс, коз и кроликов, где удавы успешно прижились и размножаются.